# Carnaroli

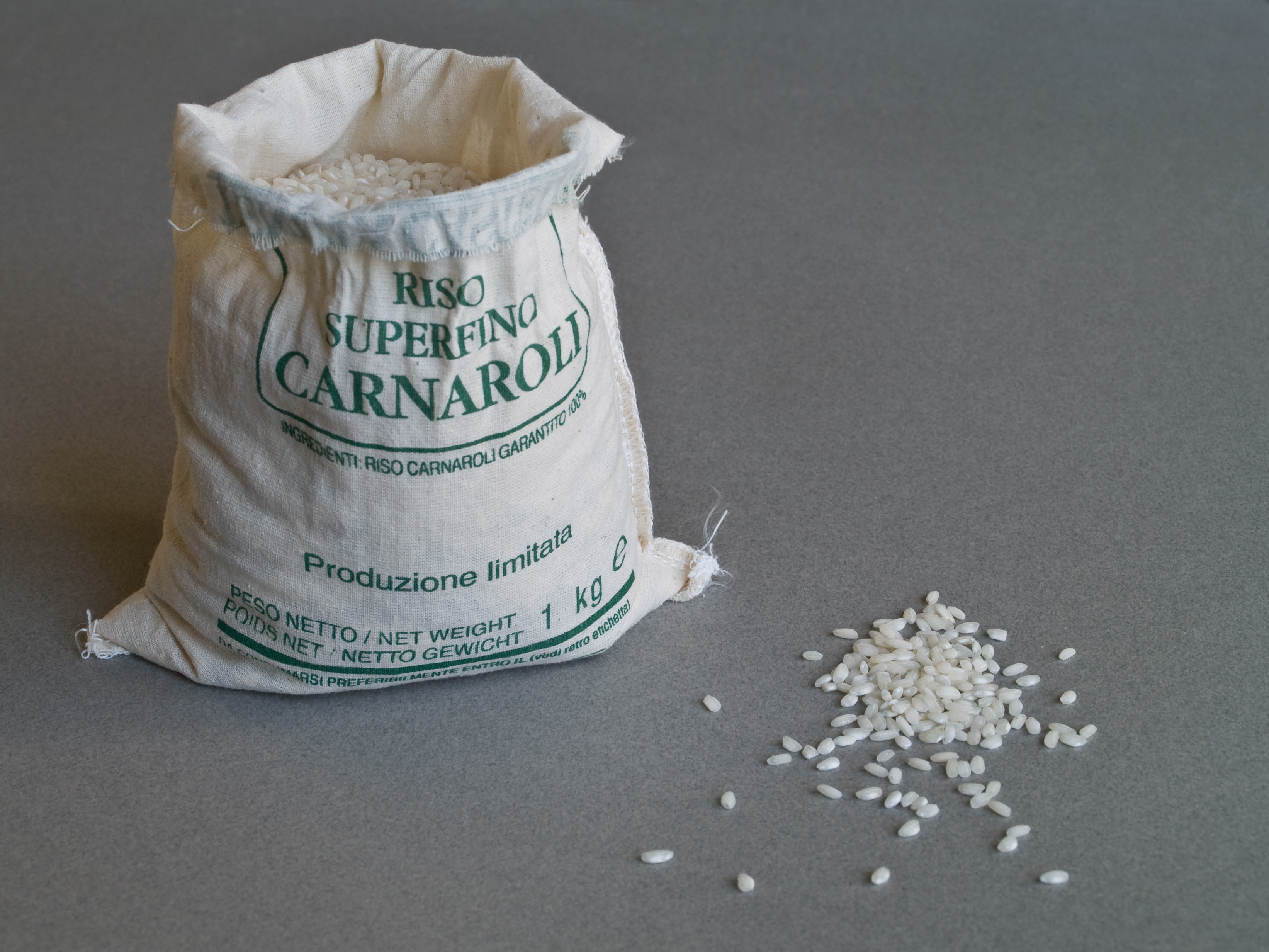
Sac de riz Carnaroli.

Carnaroli est le nom d'une variété de riz (Oryza sativa) à grain moyen originaire de Pavie, Novare et Verceil en Italie.
Cultivé principalement dans la plaine du Pô sur une surface de 7 000 hectares, il est une des variétés de l'indication Riso del Delta del Po (IGP).

## Caractéristiques
Son grain très blanc, long ou mi-long et bombé permet d'absorber beaucoup de liquide et d'assaisonnement. Traditionnellement le riz Carnaroli est préféré aux autres riz de type Arborio pour préparer le risotto en raison de sa riche composition en amidon (amylose) qui rend ses grains particulièrement résistants pendant la cuisson, et qui  donne tout le côté crémeux au risotto.
Il appartient à la classe du riz superfino et il est souvent considéré comme le « roi des riz ».
Il se prépare bien évidemment en risotto (cf. ci-dessus) ainsi qu'en timbales et salades. À noter que le risotto à base de Carnaroli dans la province de Verceil se nomme panissa, et paniscia dans la province de Verceil.